# SIAH3
SIAH3 (англ. Siah E3 ubiquitin protein ligase family member 3) – білок, який кодується однойменним геном, розташованим у людей на 13-й хромосомі. Довжина поліпептидного ланцюга білка становить 269 амінокислот, а молекулярна маса — 30 660.
| 10         |  | 20         |  | 30         |  | 40         |  | 50         |
| ---------- |  | ---------- |  | ---------- |  | ---------- |  | ---------- |
| MLFFTQCFGA |  | VLDLIHLRFQ |  | HYKAKRVFSA |  | AGQLVCVVNP |  | THNLKYVSSR |
| RAVTQSAPEQ |  | GSFHPHHLSH |  | HHCHHRHHHH |  | LRHHAHPHHL |  | HHQEAGLHAN |
| PVTPCLCMCP |  | LFSCQWEGRL |  | EVVVPHLRQI |  | HRVDILQGAE |  | IVFLATDMHL |
| PAPADWIIMH |  | SCLGHHFLLV |  | LRKQERHEGH |  | PQFFATMMLI |  | GTPTQADCFT |
| YRLELNRNHR |  | RLKWEATPRS |  | VLECVDSVIT |  | DGDCLVLNTS |  | LAQLFSDNGS |
| LAIGIAITAT |  | EVLPSEAEM  |  |            |  |            |  |            |

A: Аланін

C: Цистеїн

D: Аспарагінова кислота

E: Глутамінова кислота

F: Фенілаланін

G: Гліцин

H: Гістидин

I: Ізолейцин

K: Лізин

L: Лейцин

M: Метіонін

N: Аспарагін

P: Пролін

Q: Глутамін

R: Аргінін

S: Серин

T: Треонін

V: Валін

W: Триптофан

Білок має сайт для зв'язування з іонами металів, іоном цинку. 
Локалізований у мітохондрії.